# Seznam slovenskih pevcev
Seznam slovenskih pevcev je krovni seznam.

## Seznami
- seznam slovenskih pevcev resne glasbe
- seznam slovenskih pevcev zabavne glasbe

- seznam slovenskih kantavtorjev
- seznam slovenskih pop pevcev
- seznam slovenskih punk pevcev
- seznam slovenskih raperjev
- seznam slovenskih rock pevcev
- seznam slovenskih šansonjerjev